# Riksantikvarieämbetet

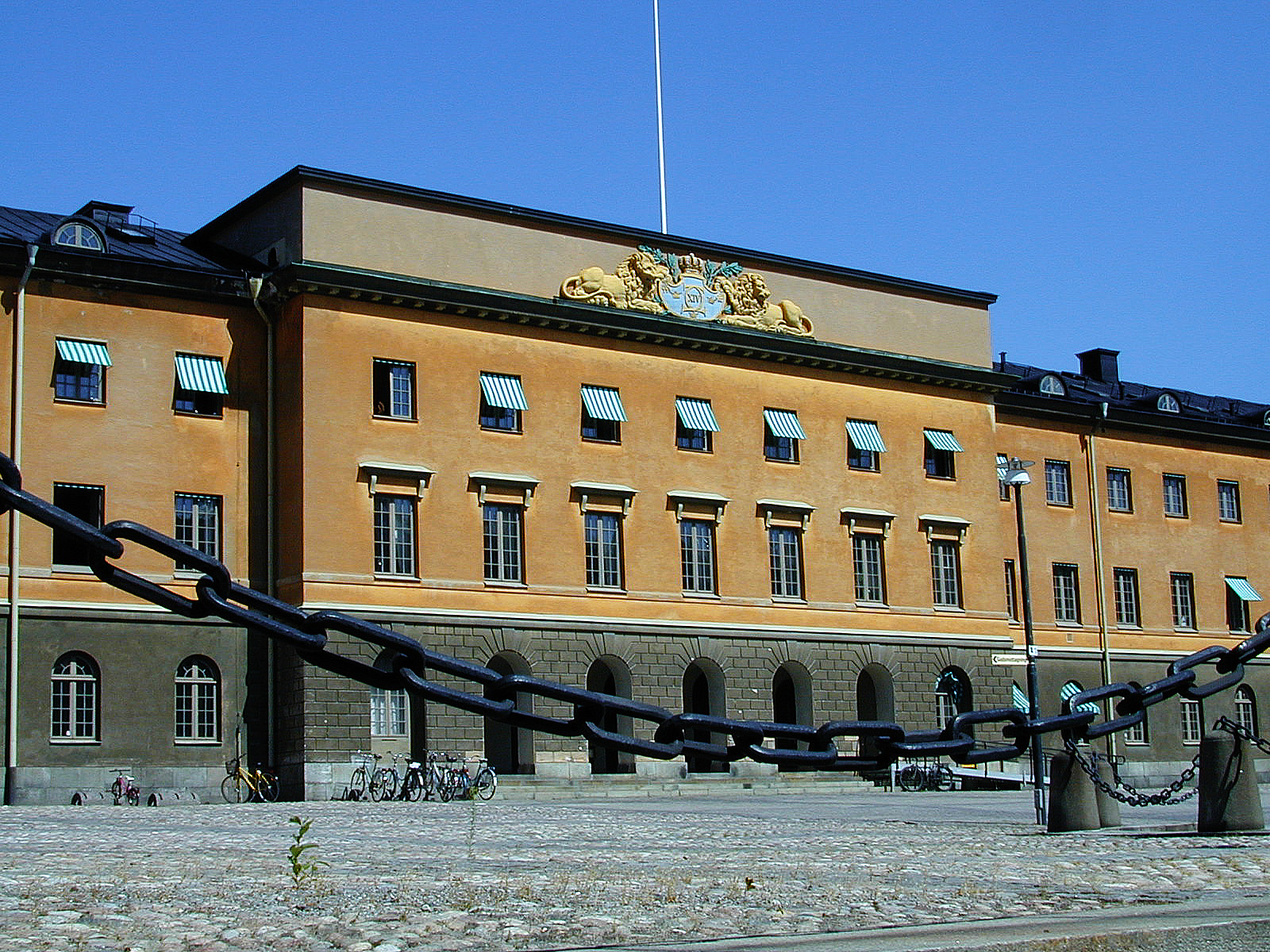
Biuro główne Riksantikvarieämbetet w Sztokholmie przy Storgatan 41

Riksantikvarieämbetet (ang. Swedish National Heritage Board, pol. Narodowa Rada Dziedzictwa) – państwowy organ zajmujący się zagadnieniami ochrony zabytków w Szwecji. Większość jego wydziałów mieści się w Sztokholmie i w Visby. Organ podlega Ministerstwu Kultury, a jego zadania określa rząd.

## Historia

### XVII wiek
Pierwszy urząd ds. dziedzictwa narodowego został ustanowiony 20 maja 1630 roku przez króla Gustawa II Adolfa, który pod wpływem swego nadwornego lekarza, Johannesa Bureusa, jednego z najbardziej znanych XVII-wiecznych runologów, zainteresował się zabytkami. Johannes Bureus podróżował po całym kraju odrysowując kamienie runiczne, zbierał monety i stare kroniki, oprawne książki, listy i rękopisy. Działania te stworzyły podstawę do XVII-wiecznych badań nad zabytkami, a ich kontynuacja do dziś przyczyniła się do stworzenia ochrony dziedzictwa kulturowego. W 1666 roku Johan Hadorph, siódmy z kolei dyrektor ówczesnego urzędu ds. ochrony zabytków zainicjował dzieło „Placat och Påbudh, Om Gamble Monumenter och Antiquiteter”, które było pierwszą w Szwecji próbą stworzenia prawa o ochronie zabytków (fornminneslag) i najstarszym tego typu rozporządzeniem w Europie, jeśli nie liczyć niektórych przepisów prawnych w Watykanie. Potrzeba ochrony była uzasadniona, ponieważ wiele zabytków zostało uszkodzonych w wyniku poszukiwania w nich skarbów lub, jak w przypadku kurhanów, na skutek używania ich jako w ceglanych pieców. Wraz z wejściem w życie nowego rozporządzenia kanclerz królewski Magnus Gabriel De la Gardie założył w 1666 roku w Uppsali Antikvitetskollegium (Kolegium ds. Starożytności). Na jego czele stanął Johan Hadorph. Kolegium to w 1692 roku zostało przekształcone w Antikvitetsarkiv (Archiwum Starożytności) i stało się częścią kancelarii królewskiej.

### XVIII wiek
Wraz ze śmiercią króla Karola XII w 1718 roku i zmierzchem mocarstwowej roli Szwecji zainteresowanie zabytkami i ich utrzymaniem osłabło. W ślad za tym zaczęło spadać znaczenie Antikvitetsarkivet. W 1780 roku większa część jego zasobów została przekazana do Kungliga biblioteket (Biblioteki Królewskiej) i Riksarkivet (Archiwum Państwowego). Na bazie tego, co pozostało, król Gustaw III w 1786 roku założył Kungl. Vitterhets Historie och Antikvitets Akademien (Królewską Akademię Literatury, Historii i Starożytności) - potocznie zwaną Vitterhetsakademien. Nowa instytucja przejęła zbiory i obowiązki Antikvitetsarkivet, a jego dyrektor został sekretarzem Akademii.

### XIX wiek
Brak zaangażowania w badanie zabytków i opiekę nad nimi przeciągnął się na wiek XIX. Dopiero objęcie urzędu dyrektora przez Johana Gustafa Liljegrena w 1826 roku ożywiło działalność Vitterhetsakademien, która zyskała status najwyższego organu państwowego ds. zabytków, a jej dyrektor otrzymał uprawnienia wykonawcze. Działalność Akademii uległa rozszerzeniu, zorganizowano liczne badania archeologiczne, m.in. w Birce i w Visby. W 1867 roku weszło w życie nowe rozporządzenie ws. zabytków, wprowadzające m.in. karalność za uszkodzenie wszelkich typów zabytków trwałych. Wzmocniono ochronę kościołów, które nie mogły być rozbierane lub przebudowywane bez zgody Akademii.

### XX wiek
Kolejne lata przyniosły rozszerzenie działalności na polu ochrony zabytków poza Sztokholm, co z kolei stworzyło potrzebę zorganizowanej współpracy między stolicą a resztą kraju. Historyk sztuki i architekt Sigurd Curman, który w 1923 roku objął stanowisko dyrektora dziedzictwa narodowego, stworzył centralny, kierowniczy urząd z nowymi funkcjami. Regionalne muzea w całym kraju zostały wzmocnione poprzez powołanie regionalnych dyrektorów ds. ochrony zabytków (landsantikvarie). Byli oni zatrudniani przez te muzea, a równocześnie ponosili odpowiedzialność za zadania wyznaczone przez stołeczny Riksantikvarieämbetet (Narodowa Rada Dziedzictwa), który tę nazwę otrzymał w 1938 roku.
W 1936 roku Vitterhetsakademien z Curmanem jako sekretarzem zebrała się po raz pierwszy w jednym z wyremontowanych pomieszczeń na Östermalm w Sztokholmie. W 1943 roku zostało otwarte nowo wybudowane Historiska Museet (Muzeum Historyczne), które na inaugurację swej działalności zaprezentowało wystawę Tiotusen år i Sverige (Dziesięć tysięcy lat w Szwecji).
Wraz z rozwojem społecznym ujawniły się negatywne strony tego procesu. Przeprowadzane na dużą skalę wyburzenia w szwedzkich miastach w latach 60. poruszyły opinię publiczną. W efekcie wzrosła świadomość ekologiczna oraz zainteresowanie ochroną i zachowaniem zabytków. Riksantikvarieämbetet został zreorganizowany, a Vitterhetsakademien zaprzestała działalności w zakresie ochrony zabytków w 1975 roku. Wprowadzono pojęcie krajobrazu kulturowego, a termin zabytek (fornlämning) rozszerzono na dziedzictwo kulturowe (kulturarv). Zmieniony sposób postrzegania dziedzictwa kulturowego prezentuje także Kulturminneslagen (Ustawa o ochronie zabytków) z 1998 roku.

## Cel działalności
Nadrzędnym celem działalności Riksantikvarieämbetet jest troska o wartości kulturowe i ich wykorzystanie w zrównoważonym rozwoju społeczeństwa. Do zadań organu należy m.in. stymulowanie badań i tworzenie bazy wiedzy na temat krajobrazu kulturowego, zabytków kultury i artefaktów, jak również prowadzenie działalności informacyjnej i doradczej. Ma on również za zadanie ochronę krajobrazu kulturowych i jego popularyzację, prowadzenie działalności archiwalnej i bibliotecznej, prowadzenie badań archeologicznych na zlecenie i pomaganie muzeom w zachowywaniu zbiorów muzealnych. Organ zarządza krajową bazą danych dotyczących informacji kulturalnej i historycznej. Podstawą jego pracy jest wiedza o dziedzictwie kulturowym i o tych procesach zachodzących w społeczeństwie, w ramach których wiedza ta jest rozwijana i wykorzystywana. Ważnym zadaniem jest informowanie i udostępnianie wiedzy o dziedzictwie kulturowym. Riksantikvarieämbetet jest także zobowiązany do wspierania i koordynowania działań Regionalnych Rad Administracyjnych oraz rozwijania metod monitoringu i ewaluacji kształtowania krajobrazu kulturowego na poziomach krajowym, regionalnym i lokalnym. Organ wydaje ekspertyzy, publikuje poradniki dotyczące dokumentacji i konserwacji oraz przyznaje granty na konserwację, zdobywanie wiedzy i upowszechnianie informacji o dziedzictwie. 
Główne biuro Riksantikvarieämbetet mieści się w Sztokholmie przy Storgatan 41 w dawnym budynku kawalerii królewskiej Kungliga Livgardet till häst. Idea przejęcia tego budynku na potrzeby Riksantikvarieämbetet wyszła w 1923 roku od jego ówczesnego dyrektora Sigurda Curmana. 
Aktualnym dyrektorem (riksantikvarie) Riksantikvarieämbetet jest (od 1 marca 2012) Lars Amréus. 

## Finansowanie
Riksantikvarieämbetet dysponuje kwotą 250 milionów koron rocznie na działania związane z dziedzictwem kulturowym, z czego 70% wykorzystuje się na konserwację najcenniejszych zabytków architektury, a 30% służy wspieraniu różnych form aktywności w zakresie dziedzictwa – popularyzacji, pozyskiwaniu informacji o dziedzictwie, zwiększaniu społecznego dostępu do obiektów zabytkowych.